# Hydrolock
 (décembre 2018).
Si vous disposez d'ouvrages ou d'articles de référence ou si vous connaissez des sites web de qualité traitant du thème abordé ici, merci de compléter l'article en donnant les références utiles à sa vérifiabilité et en les liant à la section « Notes et références ».
Hydrolock (contraction de hydrostatic lock) est un anglicisme désignant une situation dans laquelle un dispositif de compression d'un gaz est accidentellement conduit à comprimer un liquide. C'est dans le domaine des casses de moteur à explosion qu'est le plus souvent évoqué ce terme d'hydrolock.

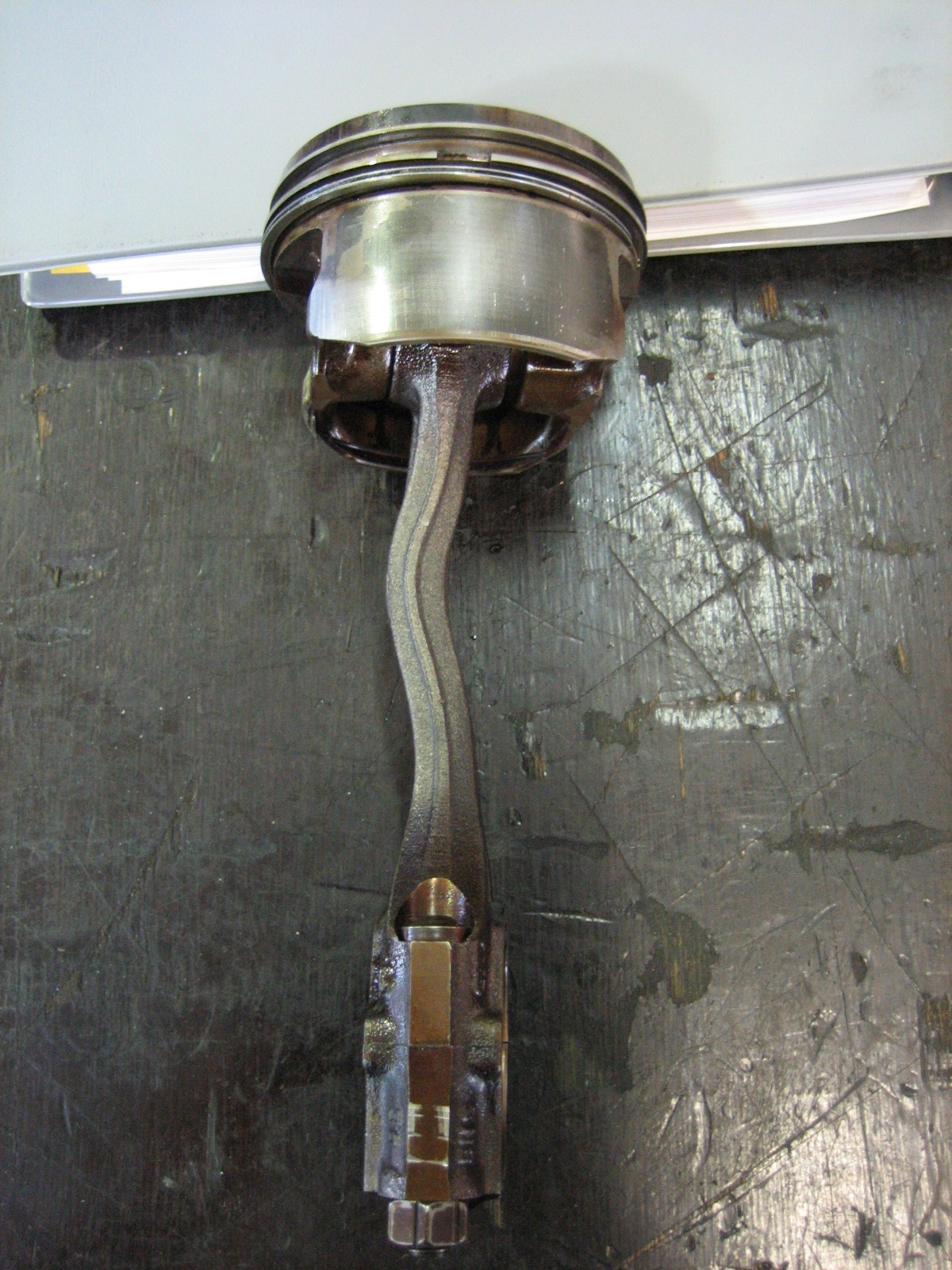
Bielle tordue après un hydrolock

## Moteur à pistons
L'hydrolock apparaît quand un volume de liquide, supérieur au volume libre quand le piston atteint sa position la plus haute dans le cylindre, a pénétré dans ce cylindre. Comme la plupart des liquides sont incompressibles, le piston ne peut atteindre sa position extrême et la bielle qui pousse ce piston se tord, ce qui entraîne une défaillance majeure du moteur.

### Exemple
Un moteur à piston qui serait resté un certain temps dans l'eau ne doit pas être redémarré avant que tous les cylindres aient été débarrassés de l'eau qu'ils contiennent. L’eau liquide ne pouvant pas être compressée elle contraindrait les bielles, voire le vilebrequin, à se tordre dès la première tentative de mise en rotation du moteur, entrainant le blocage de celui-ci. Un palliatif est de retirer toutes les bougies avant la mise en rotation du moteur après sa sortie de l’eau, afin que l'eau liquide puisse s’échapper librement avant toute mise en rotation normale du moteur.
Une autre cause possible est une fuite au niveau du joint de culasse entrainant le liquide de refroidissement à s'installer dans les cylindres.